# Ji Jia
Ji Jia (chinesisch 吉佳, Pinyin Jí Jiā; * 22. Januar 1985) ist eine chinesische Eisschnellläuferin.
Ji begann ihre internationale Senioren-Karriere 2004. Im Februar des Jahres startete sie in Inzell erstmals im Weltcup und belegte vordere Plätze in der B-Gruppe. Ihr erstes herausragendes Ergebnis erreichte sie mit dem Team. Im November 2005 belegte sie mit Wang Fei und Zhang Xiaolei in Calgary den zweiten Rang. Dreimal konnte sie bislang Rennen der B-Gruppe gewinnen, doch dauerte es bis November 2007, dass sie in Calgary als Neunte über 1500 Meter erstmals unter die besten Zehn des Weltcups kam.
2004 trat Ji in Seoul über 1500 (Rang 11) und 3000 Meter (16.) bei der Weltmeisterschaft an, ein Jahr später in Moskau beim Kleinen Vierkampf (21.). Bessere Ergebnisse erreichte sie bei den Asienmeisterschaften. Beste Platzierung war dort 2005 der Gewinn der Bronzemedaille über 5000 Meter in Ikaho. Bei den Olympischen Spielen 2006 trat Ji in drei Wettkämpfen an. Über 1500 Meter wurde sie 22., über 3000 Meter 25. und mit dem Team Achte.
Bei nationalen Titelkämpfen gewann Ji 2007 den Titel im  Kleinen Vierkampf. Vizemeistertitel erreichte sie 2004 im Kleinen Vierkampf, über 1500, 3000 und 5000 Meter, 2006 im Kleinen Vierkampf sowie 2007 über 1500 Meter. Dritte Plätze erreichte sie 2007 über 3000 und 5000 Meter.

## Eisschnelllauf-Weltcup-Platzierungen
| Platzierung | 100 m | 500 m | 1000 m | 1500 m | 3000 m | 5000 m | Team |
| ----------- | ----- | ----- | ------ | ------ | ------ | ------ | ---- |
| 1. Platz    |       |       |        |        |        |        |      |
| 2. Platz    |       |       |        |        |        |        | 1    |
| 3. Platz    |       |       |        |        |        |        |      |
| Top 10      |       |       |        | 1      |        |        | 4    |

(Stand: 17. November 2007)